# New Hartford (Connecticut)
New Hartford é uma cidade  localizada no estado americano de Connecticut, no Condado de Litchfield.

## Demografia
Segundo o censo americano de 2000, a sua população era de 6088 habitantes.

## Geografia
De acordo com o United States Census Bureau tem uma área de
98,8 km², dos quais 95,9 km² cobertos por terra e 2,9 km² cobertos por água.

## Localidades na vizinhança
O diagrama seguinte representa as localidades num raio de 16 km ao redor de New Hartford.